# All Stretton
All Stretton – wieś w Anglii, w hrabstwie Shropshire. Leży 18 km na południe od miasta Shrewsbury i 217 km na północny zachód od Londynu.